# Sepiola steenstrupiana
Sepiola steenstrupiana é uma espécie de molusco pertencente à família Sepiolidae, conhecida por chopo.
A autoridade científica da espécie é Levy, tendo sido descrita no ano de 1912.
Trata-se de uma espécie presente no território português, incluindo a zona económica exclusiva.